# 135P/Shoemaker-Levy
Pour les articles homonymes, voir Comète Shoemaker-Levy.
La comète Shoemaker-Levy 8, officiellement 135P/Shoemaker-Levy, est une comète périodique du Système solaire, découverte le 5 avril 1992 par David H. Levy, Carolyn S. Shoemaker et Eugene M. Shoemaker à l'observatoire Palomar en Californie.